# Hyphasis
Hyphasis (лат.) — род жуков-листоедов (Chrysomelidae) из подсемейства Galerucinae, трибы земляные блошки (Alticini). Представители рода встречаются в юго-восточной Палеарктике, Юго-Восточной Азии и на Маскаренских островах (вероятно интродуцированы).

## Описание
Мелкие жуки (около 5 мм) желтовато-коричневого цвета. Передние углы переднеспинки не утолщены; задние углы зубцевидные. Задние голени прямые. Первый метатарсомер узкий, субцилиндрический. Обладают прыгательными задними ногами с утолщёнными бёдрами. Усики 11-члениковые. Первый членик лапок задних ног увеличенный. Питаются растениями (в Африке отмечены на Verbenaceae, Lamiaceae).

## Классификация
- Hyphasis apicata Medvedev, 1996
- Hyphasis armata Medvedev, 1996
- Hyphasis bipunctata Medvedev, 1996
- Hyphasis grandis Wang in Wang & Yu, 1993
- Hyphasis indica Baly, 1879
- Hyphasis lankana Kimoto, 2003
- Hyphasis magica (Harold, 1877)
- Hyphasis palawana Medvedev, 2001
- Hyphasis philippina Medvedev, 1993
- Hyphasis sadanagai Takizawa, 1983
- другие виды